# Synagogue de Limoges
La synagogue de Limoges est un édifice religieux située 25 rue Pierre Leroux à Limoges. La communauté est membre du Consistoire central israélite de France.

## Histoire
La synagogue, rue Pierre-Leroux, dessert la petite communauté juive attestée à Limoges depuis le XIe siècle, et alors dirigée par Joseph Tov Elem. Durant le XIXe siècle, des familles du Comtat Venaissin et de l'importante communauté séfarade de Bordeaux viennent s’établir dans la ville.